# Szűcs Norbert
Szűcs Norbert (Budapest, 1970. július 6. – ) Artisjus-díjas zeneszerző,  többszörös platina- és aranylemezes szerző, producer.

## Élete
Munkássága széles spektrumban van jelen a zenei világban. Filmzenéi, reklámzenéi, poplemezei, tv-műsorok zenéje, zeneszerzői, szövegírói munkái 2000-től jelen vannak a magyar és nemzetközi világban. 2012-ben a  Song Of The Year amerikai zeneszerzői versenyen lett Finalist, kategória második helyezett. 2014: Hollywood, Paramount Recording Studio, saját szerzeményeinek felvétele, ahol együtt dolgozott Christina Aguilera, Celine Dion, Alicia Keys, Mariah Carey stb. hangmérnökével, 2015-ben a New York-i Fashion Weeken mutatták be szerzeményét.

## Díjak/toplisták
- 2017: Aranylemez – Keresztes Ildikó (Most című lemez)
- 2016 A Dal (2016) legjobb akusztikus dala ByTheWay / Free to Fly
- 2015: Janicsák Veca Édes szavakkal lemez a 4. helyen Mahasz ALBUM TOP 40 Lista / 2015. 11. hét
- 2015: ByTheWay For Life... lemez a 7. helyen Mahasz  ALBUM TOP 40 Lista / 2015. 11. hét
- A Dal (2014) Legjobb 30 dal Oláh Ibolya I 1 percig sztár
- 2014: Janicsák Veca Könnyek az esőben dal  3. helyen összesített Mahasz Rádiós Top Lista
- 2014: ByTheWay Álmodj még dal 6. helyen tavaszi Mahasz Top letöltések / streaming
- 2014: ByTheWay You've got it dal 3. helyen tavaszi Mahasz Top letöltések / streaming
- 2013 A Dal (2013) Legjobb 30 dal  Janicsák Veca / Új generáció
- 2013: Aranylemez-Janicsák Veca Édes szavakkal
- 2012 Jazzy dalverseny közönség díj
- 2012: Song Of The Year – Finalist (amerikai zeneszerzői verseny)
- 2012: Aranylemez -Janicsák Veca (Veca világa című lemez)
- 2011: Artisjus-díj – az év zeneszerzője
- 2011: Aranylemez – Keresztes Ildikó (Csak játszom című lemez)
- 2007: Aranylemez – Now.hu 8 válogatás (Szívvel lélekkel)
- 2006: Aranylemez – Now.hu 7 válogatás (Bárhol jársz című dal)
- 2005: Platinalemez-Aranylemez – Oláh Ibolya (Édes méreg című lemez)
- 2005: Aranylemez – Gáspár Laci (Bárhol jársz)

## Munkássága
Szellemi Tulajdon Nemzeti Hivatala
- Szerzői jogi szakértő (2021-2025)

Artisjus
- Tanácsadó • Zeneipari tanácsadás • SZVB-FB-SZOCB tag (2008–2024)

TV2 / Duna Televízió / Viasat 3 /  RTL (Magyarország)
- Televíziós műsorok • Zeneszerzés-hangfelvétel készítés (2001-2024)

Rádió 1 / Retro Rádió /
- Producer • Hangfelvétel készítés • Zenei arculattervezés (2020–2021)

The Kitchen Tv
- Producer • Hangfelvétel készítés • Kitchen Tv (2017–2018) Miami / Los Angeles

Sláger TV / Sláger FM / Rock FM 95.8
- Tanácsadó • Zeneipari tanácsadás • (2016-2019)

EMI Music Hungary
- Producer • Zeneszerzés-hangfelvétel készítés • (2007-2010)

Sony Music Hungary / Sony BMG Music / Bertelsmann Music Group
- Producer • Zeneszerzés-hangfelvétel készítés • (2000-2010)

Warner Music Hungary / M-Ton
- Producer • Zeneszerzés-hangfelvétel készítés • (1998-2002)

Varga Viktor – Nagy utazás  (2017)
- Nagy utazás  (Album version)
- Nagy utazás  (Lotfi Begi Remix)

Varga Vivien – Körhinta (Album) (2017)
- Forrón lobban
- Tűz táncoljon
- Hova tűnt
- Van, aki óv
- Mindig itt legyél
- Soha ne add fel
- Kőrhinta
- Őrült tánc
- Még vár
- Balatoni álom

Patai Anna- Shake it (2016)
- Shake It
- Is This Love
- Party for Me
- So Much to Share
- Push Push
- Never Alone
- Runaway
- Never Lookin' Back
- My Own Star
- Wanna Hold You
- I Don't Wanna Know
- Can't Stop
- Wait
- Colors  Smooth Jazz Version

Keresztes Ildikó – Most  (2016)
- Elég szép

ByTheWay – ...For Life   (2014)
- Álmodj még
- Enough
- Hello
- Gonna need me
- Up to the star
- Ébredj és élj
- With you
- Never let you
- Nem elég
- We don't talk about -
- Hollywood, Paramount Recording Studio (2014) saját szerzeményének amerikai stúdiófelvétele

Hangmérnök Andrew Chavez  (Christina Aguilera, Alicia Keys, Celine Dion, Mariah Carey...)
- Lemme be Your Man  https://www.youtube.com/watch?v=eqysiCNj7Zw
- Rock Your Own World
- Son of a Gun
- Heart's All Broken
- Live to Ride
- Goin' Down
- Never Thought

Janicsák Veca – Édes szavakkal  (2013)
- Mennyit adsz a lelkemért
- Így használd a szívem
- Könnyek az esőben
- Mindig úton
- Én várok rád
- Ne félj, ez jó jel
- Többet ér az aranynál
- Édes szavakkal
- Lélekharang
- Ki viszi át a szerelmet (Nagy László verse)
- Prayer
- New Generation

Oláh Gergő – Új dalok  (X-Factor winner) (2013)
- Rajzolom az álmot
- Áll az idő

Dolhai Attila – Ragyogás (2012)
- Állj mellém

Wolf Kati – Vár a holnap (2011)
- Angyal
- Játék
- Körforgás
- Mától minden máshogy lesz
- Kéz
- Rám talált
- From Sarah With Love

Sugarloaf – Instant Karma (2011)
- Dolce Vita
- Én vagyok a lány
- Hotel Éden

Janicsák Veca – Veca világa  (2011)
- Szeretek élni
- Boldog, új világ
- Háború

Oláh Ibolya – Nézz vissza  válogatásalbum (2011)
- Igaz, ami igaz
- Édes méreg
- Nézz vissza
- Ritmus
- Még utoljára (feat. Children of Distance) (2011

Keresztes Ildikó – A démon, aki bennem van  (2011)
- A démon, aki bennem van

Oláh Ibolya – El merem mondani  (2010)
- Ritmus
- Baby
- Anyának
- Címlaphír
- Ki a rossz, ki a jó?
- Fohász
- Pénzért mindent
- Körtánc
- Szeress, testvér!
- A szeretők óceánja
- Valami úgy hiányzik
- Ki nem volt

Groovehouse – Hosszú az út (2008)
- Tűz és víz
- Legyen ez egy őrült vágy
- Őrült lennék
- Végső megoldás
- Egy lépés
- Szélmalomharc
- Félreértés
- Keresed még...
- Éld az életed
- Gyönyörű lesz a világ
- Hosszú az út

Keresztes Ildikó – Csak játszom  (2010 – aranylemez)
- Híd a folyón

Sárközi Anita – Álmokon túl (2008)
- Várlak még
- Lehetne olyan...
- Porcelánszív
- Bennem bízhatsz
- Túl nagy a világ
- Védtelen szívem
- Gondolj rám
- Álmokon túl
- Ha újrakezdenénk

Varga Miklós – Vad volt és szabad  (2006)
Sugarloaf – Neon  (2006)
- Barbie
- Széllel szemben

Gáspár Laci – Bárhol jársz  (2005 – aranylemez)
- Bárhol jársz
- Most jó

Oláh Ibolya – Édes méreg  (2005 – platinalemez)
- Édes méreg
- Marionett
- Nézz vissza

Groovehouse – Ébredj mellettem (platinalemez)
- Ébredj mellettem
- Szívvel, lélekkel
- Úgy mint más
- Holnaptól

Farkas Zsófi – Rád vágyom 
- Igazi ördög
- Végtelen végén

Sárközi Anita – Van másik út – Best of (2004)
- Angyal

Stella – Őrült éj (2004)
Diamonds – Diamonds  (2004)
Thomas – Thomas  (2003)
- Elmúlik minden, ami fáj
- Bocsásd meg bűneim
- Szeress úgy
- Imámat hallgasd meg
- Mindig úgy fáj
- Ezerarcú vágy
- A világ közepén
- Nincs megállás
- Mondd mit adhatnék
- Soha nem veszítelek el

Groovehouse – Elmúlt a nyár  (2003 – aranylemez)
- Híd a folyón

Keresztes Ildikó – Nekem más kell  (2001)
- Nekem más kell
- Sohase lépj túl vékony jégre
- Őrizz még
- Gigolo
- A szépek máshol járnak
- Arany és vér
- Kegyelmi kérvény
- A magam feje után
- Gyertyák fázó kézben
- Aki szép, az szép

Botos Eszter – Mire várunk még  (2001)
- Mire várunk még
- Híd a folyón
- Túl a híres Óperencián
- Jobb, ha más leszel
- Túl nagy a világ
- Esti mese
- Olcsó szó
- Veled
- Múló jégeső
- Az élet utolér
- Te jó leszel

Koós János – Érzés  (2001)
TNT – Három  (2000)
- Vadkemping

Hexina – Üzen a szív  (1999)
Szűcs Judith – Ölelj szorosan át  (1993)
- Valaki kéne már